# Estació d'Ur - les Escaldes
Ur - les Escaldes és una estació de ferrocarril del Tren Groc de la línia Vilafranca de Conflent-Tor de Querol situada a la població d'Ur, a l'Alta Cerdanya. L'estació també rep el nom de Les Escaldes, referent a la comuna Angostrina i Vilanova de les Escaldes, situada al nord-est d'Ur. A la parada s'hi aturen trens regionals i turístics de TER d'Occitània de la SNCF.
L'estació entra en servei el 1927, després de finalitzar la construcció del tram pendent entre la Guingueta d'Ix i la Tor de Querol de la línia d'ample mètric que havia d'unir aquesta última amb Vilafranca de Conflent.
Actualment es un baixador, només disposa d'una via i es una parada facultativa, el tren només s'hi atura si algú ho sol·licita. Al costat de la via es troba un tercer carril recobert superior, d'on els trens obtenen l'eletricitat.

## Serveis ferroviaris
| Procedència/Destinació    | <           | Línia     | >                 | Procedència/Destinació                  |
| ------------------------- | ----------- | --------- | ----------------- | --------------------------------------- |
| TER d'Occitània           |             |           |                   |                                         |
| La Tor de Querol - Enveig | Bena-Feners | Tren groc | La Guingueta d'Ix | Vilafranca de Conflent - Vernet - Fullà |